# Waldighofen
Waldighoffen redirige ici.
Waldighofen (nom officiel), également nommée localement Waldighoffen, est une commune française située dans la circonscription administrative du Haut-Rhin et, depuis le 1er janvier 2021, dans le territoire de la collectivité européenne d'Alsace, en région Grand Est.
Cette commune se trouve dans la région historique et culturelle d'Alsace.

## Géographie

### Localisation
Waldighofen se situe dans le Sundgau, dans le sud de l'Alsace.
| Illtal   |                | Steinsoultz    |
|          | Waldighofen    |                |
| Riespach | Vieux-Ferrette | Roppentzwiller |

### Hydrographie
La commune est dans le bassin versant du Rhin au sein du bassin Rhin-Meuse. Elle est drainée par l'Ill, le ruisseau Gersbach, le Grummbach, le Zwiegbach et le ruisseau Rossbach,,.
L'Ill, d'une longueur de 217 km, prend sa source dans la commune de Winkel et se jette  dans le Grand Canal d'Alsace à Offendorf, après avoir traversé 68 communes. 

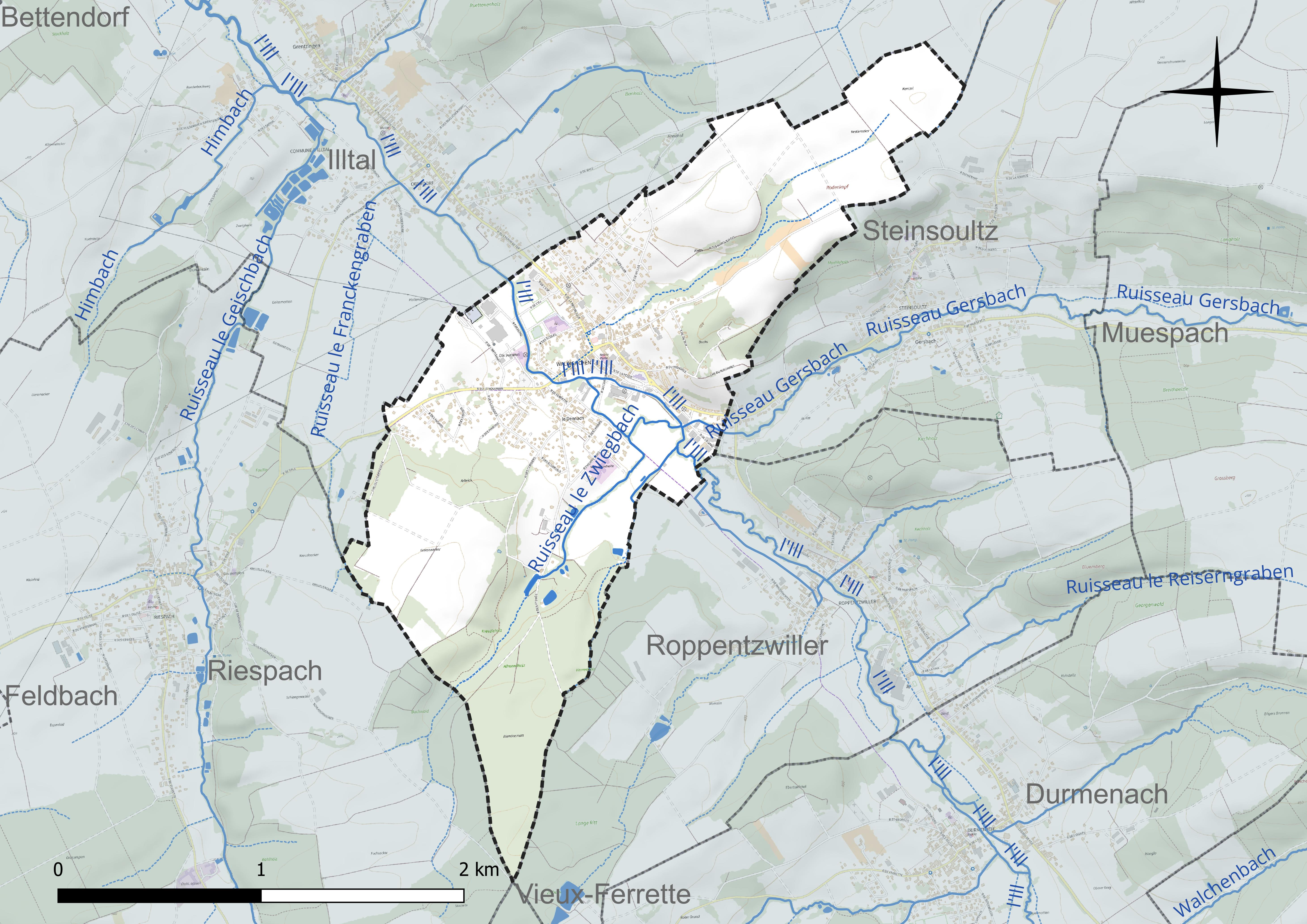
Réseau hydrographique de Waldighofen.

### Climat
Pour des articles plus généraux, voir Climat du Grand Est et Climat du Haut-Rhin.
En 2010, le climat de la commune est de type climat des marges montargnardes, selon une étude du Centre national de la recherche scientifique s'appuyant sur une série de données couvrant la période 1971-2000. En 2020, Météo-France publie une typologie des climats de la France métropolitaine dans laquelle la commune est dans une zone de transition entre le climat semi-continental et le climat de montagne et est dans la région climatique  Vosges, caractérisée par une pluviométrie très élevée (1 500 à 2 000 mm/an) en toutes saisons et un hiver rude (moins de 1 °C). 
Pour la période 1971-2000, la température annuelle moyenne est de 9,7 °C, avec une amplitude thermique annuelle de 17,5 °C. Le cumul annuel moyen de précipitations est de 867 mm, avec 9,7 jours de précipitations en janvier et 9,9 jours en juillet. Pour la période 1991-2020, la température moyenne annuelle observée sur la station météorologique de Météo-France la plus proche, « Carspach », sur la commune de Carspach à 11 km à vol d'oiseau, est de 11,0 °C et le cumul annuel moyen de précipitations est de 827,7 mm. 
La température maximale relevée sur cette station est de 38,1 °C, atteinte le 4 août 2022 ; la température minimale est de −17,7 °C, atteinte le 5 février 2012,,. 
Les paramètres climatiques de la commune ont été estimés pour le milieu du siècle (2041-2070) selon différents scénarios d'émission de gaz à effet de serre à partir des nouvelles projections climatiques de référence DRIAS-2020. Ils sont consultables sur un site dédié publié par Météo-France en novembre 2022.

## Urbanisme

### Typologie
Au 1er janvier 2024, Waldighofen est catégorisée bourg rural, selon la nouvelle grille communale de densité à sept niveaux définie par l'Insee en 2022.
Elle appartient à l'unité urbaine de Waldighofen, une agglomération intra-départementale regroupant trois  communes, dont elle est ville-centre,,. Par ailleurs la commune fait partie de l'aire d'attraction de Bâle - Saint-Louis (partie française), dont elle est une commune de la couronne,. Cette aire, qui regroupe 94 communes, est catégorisée dans les aires de 200 000 à moins de 700 000 habitants,.

### Occupation des sols
L'occupation des sols de la commune, telle qu'elle ressort de la base de données européenne d’occupation biophysique des sols Corine Land Cover (CLC), est marquée par l'importance des territoires agricoles (44,3 % en 2018), en diminution par rapport à 1990 (53,3 %). La répartition détaillée en 2018 est la suivante : 
forêts (28,8 %), zones urbanisées (26,9 %), terres arables (26,4 %), zones agricoles hétérogènes (13,1 %), prairies (4,8 %). L'évolution de l’occupation des sols de la commune et de ses infrastructures peut être observée sur les différentes représentations cartographiques du territoire : la carte de Cassini (XVIIIe siècle), la carte d'état-major (1820-1866) et les cartes ou photos aériennes de l'IGN pour la période actuelle (1950 à aujourd'hui).

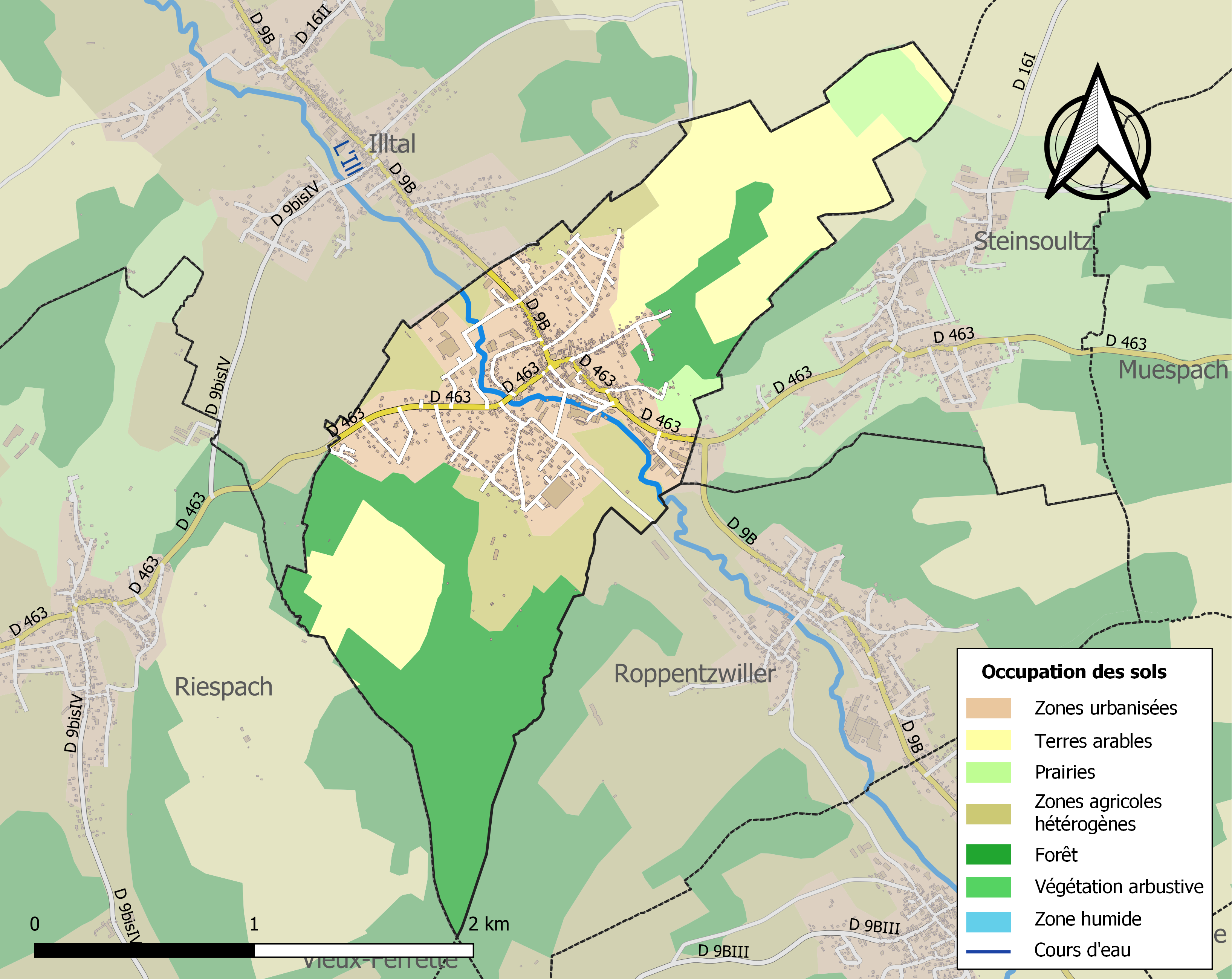
Carte des infrastructures et de l'occupation des sols de la commune en 2018 (CLC).

## Toponymie
L'origine du nom de Waldighofen serait vraisemblablement alémanique, peut-être d'un nom patronymique : Waldo, et Höfe d'origine franque signifie cour seigneuriale. Il y eut deux routes très anciennes qui se croisent sur la commune : « Herrenweg », la route qui longe l'Ill et la « Postweg » qui vient de Bâle vers le Doubs.
Le nom de la localité est attesté sous les formes Waltenchoven en 1189 ; Waltikowen en 1325 ; Waltikofen en 1371 ; Waldikoffen en 1426 ; Waltigkhofen en 1567 ; Waltighoffen en 1605 ; Waltighofen ou Waltighoffen au XVIIIe siècle ; Waldighoffen et Waldighofen depuis 1801.
Le nom officiel de la commune est Waldighofen mais il est parfois orthographié avec deux f, notamment sur le site officiel de la municipalité.

## Histoire

### Préhistoire
À l'époque de la préhistoire, il se trouve que Waldighofen devait être un lieu de chasse. Neuf haches ont été retrouvées sur les lieux de la commune.

### XIIIesiècle
Au XIIIe siècle, Waldighofen ne comptait pas beaucoup de familles. Parmi ces habitants on trouva les traces, dans un document datant de 1282, d'un certain Henri de Waltenhofen.

### XIVesiècle
En l'an 1324, Waldighofen, et tout le Sundgau d'ailleurs, passent aux mains des Habsbourg, une riche famille venu d'Autriche. En 1349, la peste sévit dans Waldighofen, décimant tout sur son passage. En 1356, le château « le Wighus » est détruit à la suite du tremblement de terre du 18 au 19 octobre, dont Bâle fut la principale victime, car l'épicentre du séisme se situait juste en dessous. Vers la fin du siècle, les nobles d'Eptingen construisaient une chapelle dédiée à saint Pierre, qui existe encore aujourd'hui.

### XVesiècle
En 1444, les Amagnacs envahissent le Sundgau pour venir en aide à l’empereur d’Autriche qui lutte avec les Confédérés et les Bâlois. Hermann et Jacques d’Eptingen mirent leur château inexpugnable de Waldighofen, à la disposition du futur roi Louis XI, placé à la tête des Armagnacs. Du 23 au 28 août 1444, le Dauphin s’y installa et dirigea l’attaque décisive contre Bâle. Le 26 août, une bataille meurtrière se déroula à Saint-Jacques sur la Birse et vit la défaite des Confédérés. Le 20 mai 1445, les Confédérés assoiffés de vengeance, depuis leur défaite contre les Armagnacs et Louis XI détruisent le château, et le village fut réduit en cendres. Le 30 avril 1449, les Bâlois détruisent le château du Blochmont qui appartenait depuis longtemps aux nobles d’Eptingen.

### XVIesiècle
En 1529, Jacques d'Eptingen revend les ruines du château du Blochmont à la maison de l'Autriche et en reconstruit un nouveau. Le 15 juillet 1594, naquit dans le château Béat Albrecht de Ramstein, fils d’Emmanuel et de Stütz de Pfeilstadt, qui devint Prince évêque de Bâle. Il mourut le 25 août 1651.

### Guerre de Trente Ans
Durant la guerre de Trente Ans, en 1633, les paysans de toute la région se révoltent à cause des atrocités commises par les Suédois. Ils se rassemblent à Waldighofen le 4 février, et partent pour Altkirch où ils affrontent l'ennemi (les Suédois). En 1637, le duc Bernard de Saxe-Weimar prend le contrôle des armées en Alsace. En décembre 1639, après la mort du duc de Weimar, l'Alsace est à nouveau sous la protection française.

### XVIIIesiècle
Après 1765, à la suite de la mort du dernier de la famille des Eptingen, leur château est abandonné pour être vendu. Jusqu'en 1700, Waldighofen était une annexe de Grentzingen avec un simple chapelain.

### XIXesiècle

#### Histoire industrielle
Vers 1856, Emanuel Lang, Jacques Lang, Gabriel Lang et M. Bloch tous originaires de Durmenach, installent un atelier de tissage, avec 4 métiers à tisser, dans l'ancien moulin à eau de Waldighofen.
En 1865, la société Les Fils d'Emanuel Lang voit le jour.
En 1870, la société emploie 300 personnes et 550 métiers à tisser. Après la guerre de 1870 et l'annexion de l'Alsace par l'Allemagne l'usine de Waldighofen ferme et la société quitte le Sundgau pour s'établir à Nancy où elle construit une importante usine.
En 1888, l'usine de Waldighofen est rouverte par Raphaël Lang qui y fait construire la cheminée, toujours visible de nos jours.
En 1908, Paul Lang crée une filature et un tissage, sous le nom de Lang Frères, à Hirsingue qui est agrandie en 1912 et endommagée par un incendie le 23 février 1916.
Après la guerre, l'Alsace redevenue française, la famille décide de réunir les usines de Nancy, de Waldighofen et de Hirsingue sous le nom de Établissements des fils d'Emanuel Lang.
Jusqu'en 1962, la petite société familiale prospère et fait prospérer les régions où elle est installée.
En 1963, elle rachète l'usine textile Schlumberger-Steiner située à Roppentzwiller, fondée par Camille Gabriel Schlumberger et Charles Frédéric Steiner.
En 1968, elle rachète l'usine de filature et de tissage Xavier Jourdain, fondée en 1827 et située à Altkirch. L'entreprise prend alors le nom de Siat et Lang.
En 1971, l'usine Schlumberger-Steiner de Roppentzwiller ferme ses portes. L'entreprise se recentre alors sur les tissus de haute couture.

En 2003, la Société Industrielle Altkirchoise de Textile-Lang licencie, dans un premier temps, 87 employés sur 2 de ses 3 établissements puis 2 mois plus tard 115 autres salariés des sites de Hirsingue et d'Altkirch.
En 2005, l'entreprise, qui emploie encore 370 salariés, est placée en redressement judiciaire.
En 2006, une nouvelle procédure de dépôt de bilan est lancée à l'encontre de Siat-Lang et de ses 3 sites (Cernay, Hirsingue, Altkirch) et est placée sous administration judiciaire.
En 2007, afin d'apurer les dettes, l'usine Xavier Jourdain d'Altkirch cesse toute activité et les ateliers sont démolis. L'entreprise, qui n'emploie plus que 173 salariés, se concentre sur Hirsingue, mais l'usine est scindée en deux entités; Siat et Lang pour la création et la vente de tissus et Siat et Lang Production pour la teinture et le tissage.
En avril 2009, un incendie se déclare dans l'unité de production. En août, le tribunal de grande instance de Mulhouse prononce la liquidation des 2 entreprises. En octobre le plan de reprise est accepté par le tribunal mais il s'accompagne de 90 licenciements supplémentaires. L'entreprise prend le nom de Virtuose SAS et reste à Hirsingue.
Après deux années positives, la flambée des cours du coton met l'entreprise de nouveau en difficulté. En décembre 2012, la municipalité d'Hirsingue propose une aide de 655 000 euros à travers une offre de leaseback.
En avril 2013, le tribunal de Mulhouse prononce la liquidation judiciaire de la société Virtuose et rejette le plan de reprise qui aurait pu sauver 35 des 58 emplois. En mai, 13 salariés font encore tourner l'usine d'Hirsingue afin d'honorer les dernières commandes et de fermer définitivement ses portes en juin 2013.

### Seconde Guerre mondiale
Durant la Seconde Guerre mondiale, la statue de Jeanne d'Arc au sacre fut cachée dans la rivière (l'Ill) afin que les Allemands ne la fondent pas pour en faire des obus ou d'autres armes. Aujourd'hui la statue de Jeanne d’Arc, rénovée, trône à nouveau sur la place éponyme avec, à son socle, les noms des hommes qui l'avaient cachée.

## Politique et administration
| Période                                  | Période   | Identité             | Étiquette | Qualité         |
| ---------------------------------------- | --------- | -------------------- | --------- | --------------- |
| mars 1977                                | mars 1989 | Gérard Grienenberger |           |                 |
| mars 1989                                | mars 2014 | Henri Hoff           | DVD       | Maire honoraire |
| mars 2014                                | En cours  | Jean-Claude Schielin | DVD       |                 |
| Les données manquantes sont à compléter. |           |                      |           |                 |

### Vie associative
Le village de Waldighofen comporte plusieurs associations : l'amicale des sapeurs-pompiers de Waldighoffen, le football (ASW), basket-ball (CSSPP), PromoWal, VTT (Les Mordus VTT), l'ACAW, association « Temps Libre », association « Tous au Sport », amicale des donneurs de sang, cœur de famille, ornithologique d'Alsace, Club des Gens Heureux, Eleveurs Sélectionneurs d’animaux de basse-cour, U.N.C. et A.F.N. de Waldighofen et environs, Tennis Club, association de pêche (APP de Waldighofen), les Amis du Forum (organisateurs du Salon « VIGNES & TERROIRS et MIEUX-ETRE », la Chorale Sainte-Cécile, la Chorale Arpège et la Musique Concordia.

## Démographie
L'évolution du nombre d'habitants est connue à travers les recensements de la population effectués dans la commune depuis 1793. Pour les communes de moins de 10 000 habitants, une enquête de recensement portant sur toute la population est réalisée tous les cinq ans, les populations de référence des années intermédiaires étant quant à elles estimées par interpolation ou extrapolation. Pour la commune, le premier recensement exhaustif entrant dans le cadre du nouveau dispositif a été réalisé en 2008.

En 2022, la commune comptait 1 555 habitants, en évolution de +0,84 % par rapport à 2016 (Haut-Rhin : +0,66 %, France hors Mayotte : +2,11 %).
| 1793 | 1800 | 1806 | 1821 | 1831 | 1836 | 1841 | 1846 | 1851 |
| ---- | ---- | ---- | ---- | ---- | ---- | ---- | ---- | ---- |
| 405  | 420  | 532  | 460  | 662  | 692  | 691  | 722  | 751  |

| 1856 | 1861 | 1866 | 1871 | 1875 | 1880 | 1885 | 1890 | 1895 |
| ---- | ---- | ---- | ---- | ---- | ---- | ---- | ---- | ---- |
| 701  | 809  | 864  | 896  | 832  | 734  | 644  | 732  | 796  |

| 1900 | 1905 | 1910 | 1921 | 1926 | 1931 | 1936 | 1946 | 1954 |
| ---- | ---- | ---- | ---- | ---- | ---- | ---- | ---- | ---- |
| 848  | 892  | 931  | 949  | 950  | 921  | 898  | 899  | 891  |

| 1962 | 1968 | 1975  | 1982  | 1990  | 1999  | 2006  | 2008  | 2013  |
| ---- | ---- | ----- | ----- | ----- | ----- | ----- | ----- | ----- |
| 936  | 967  | 1 039 | 1 017 | 1 048 | 1 178 | 1 383 | 1 441 | 1 530 |

| 2018  | 2022  | - | - | - | - | - | - | - |
| ----- | ----- | - | - | - | - | - | - | - |
| 1 538 | 1 555 | - | - | - | - | - | - | - |

## Culture locale et patrimoine

### Lieux et monuments
- L'église Saint-Pierre et Saint-Paul est construite après la destruction d'une chapelle en 1445. Elle est agrandie en 1834. En 1905, un nouvel édifice lui est accolé, suivant un projet de l'architecte mulhousien Alexandre Louvat[34].

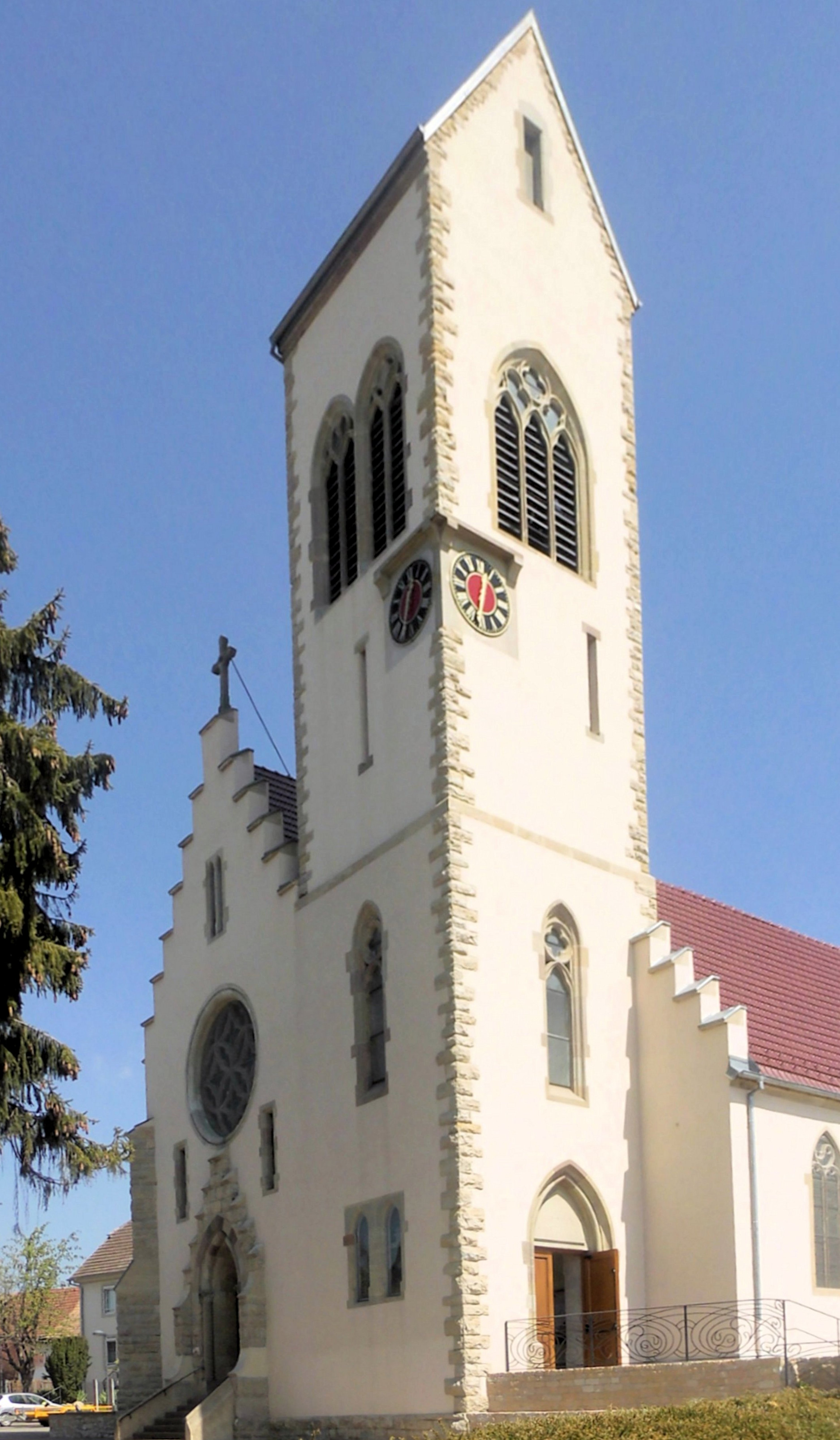
L'église Saints-Pierre-et-Paul.
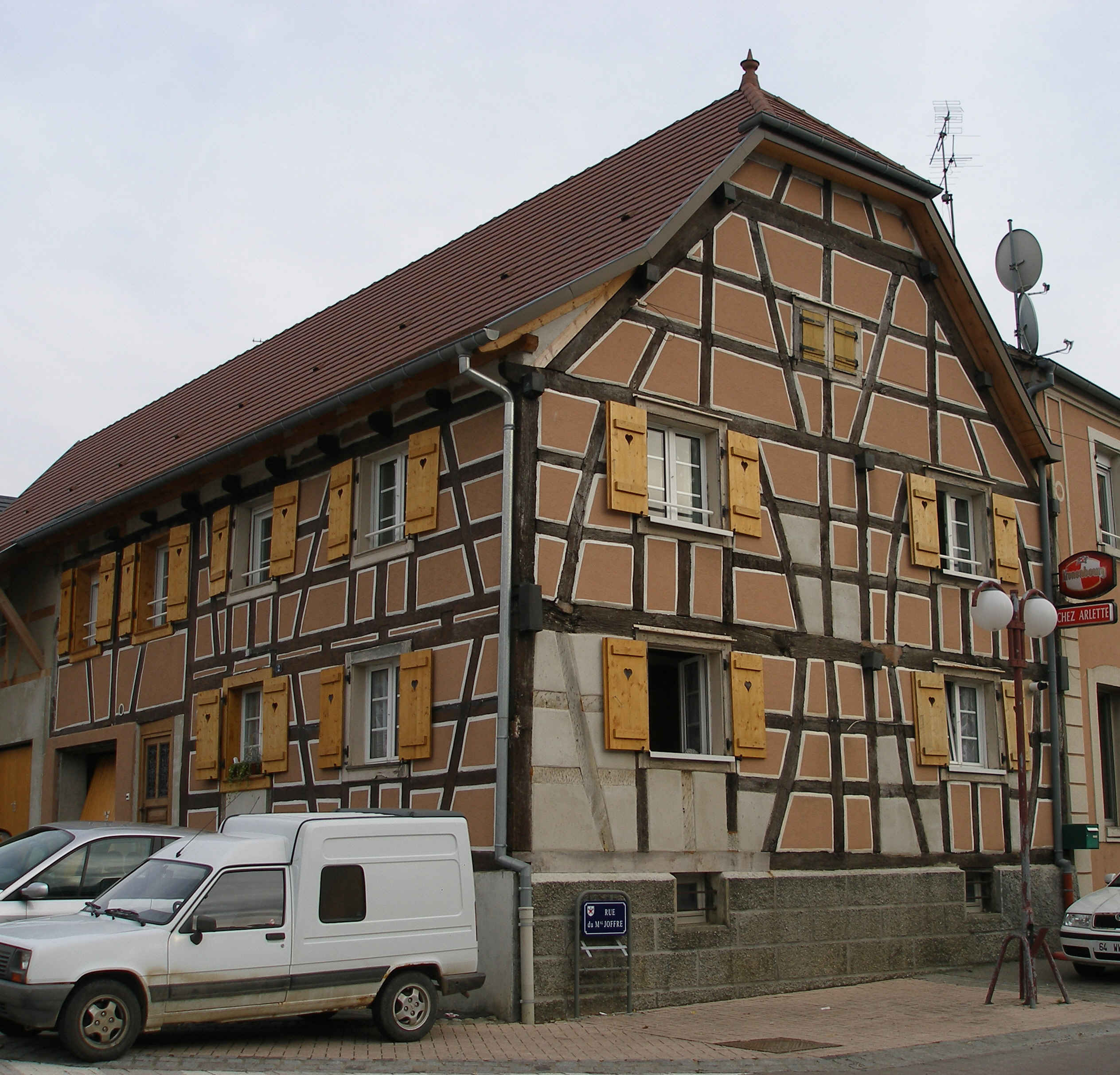
La maison natale de Nathan Katz.
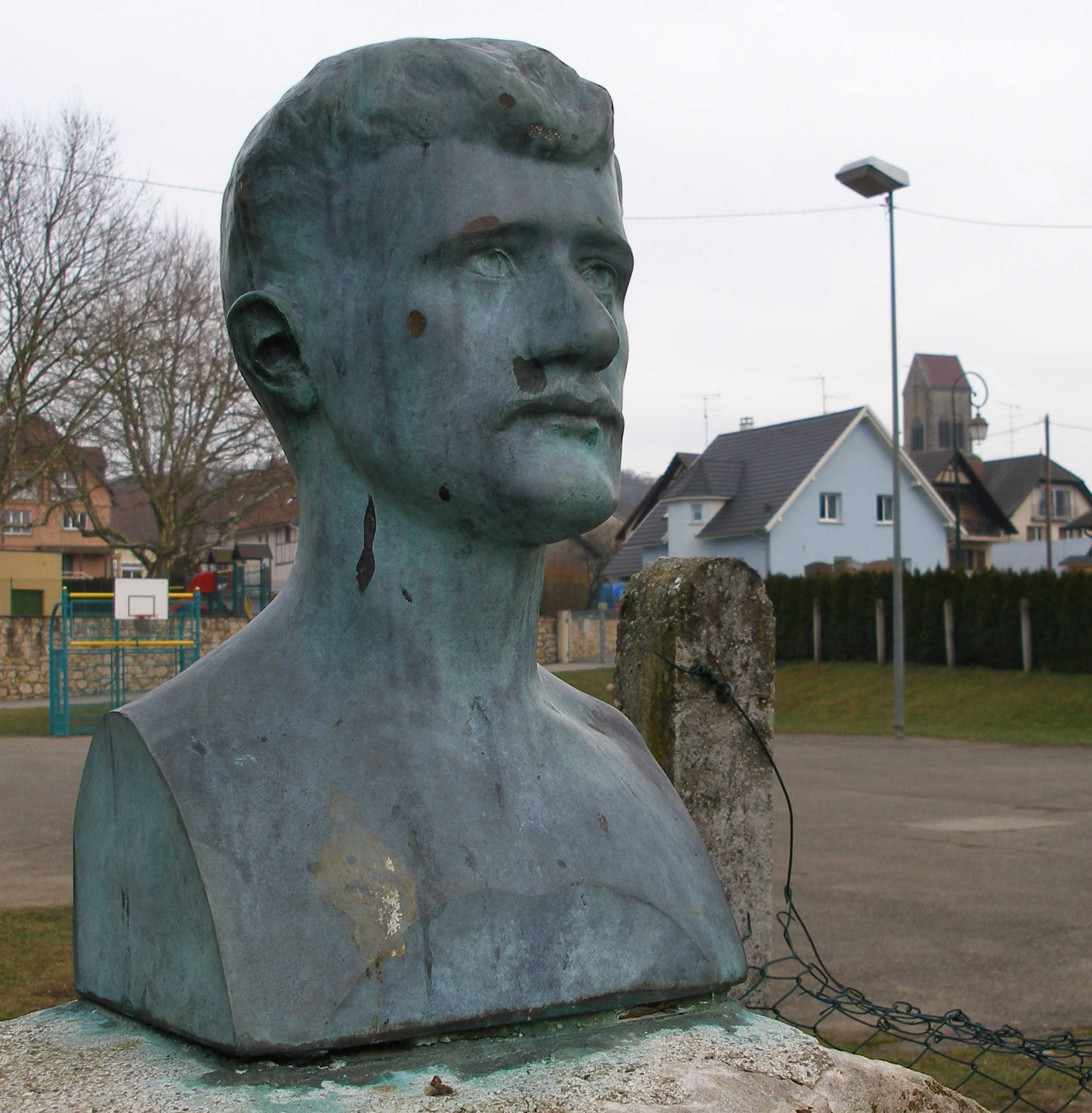
La statue de Nathan Katz.

### Personnalités liées à la commune
- Le dauphin Louis (1423-1483), futur Louis XI, séjourna en 1444 au château de Waldighofen durant sa campagne contre les Suisses ;
- Beatus Albrecht von Ramstein (de) (1594-1651), prince-évêque de Bâle de 1646 à sa mort, né dans la commune ;
- Nathan Katz (1892-1981), poète alsacien, est né dans la commune. Le nom de la salle polyvalente et de la Médiathèque portent son nom ;
- Antoine Gissinger (1914-2005), député de la quatrième circonscription du Haut-Rhin de 1968 à 1986, né dans la commune.

### Héraldique
| Blason de Waldighofen | Blason  | Les armes de Waldighofen se blasonnent ainsi : « D'argent à deux clés de sable posées en sautoir, un cœur de gueules soutenant une fleur de lys d'azur et brochant sur les clés. » |
| Blason de Waldighofen | Détails | Le statut officiel du blason reste à déterminer. |